# La Mélodie
Pour les articles homonymes, voir Mélodie (homonymie).
Pour plus de détails, voir Fiche technique et Distribution.
La Mélodie est un film français réalisé par Rachid Hami, sorti le 8 novembre 2017, d'après Le Professeur de violon (2015) de Sérgio Machado avec Lázaro Ramos.

## Synopsis
À bientôt cinquante ans, Simon est un violoniste émérite et désabusé. Faute de mieux, il échoue dans un collège parisien pour enseigner le violon aux élèves de la classe de 6e de Farid. Ses méthodes d'enseignement rigides rendent ses débuts laborieux et ne facilitent pas ses rapports avec des élèves difficiles. Arnold est fasciné par le violon, sa gestuelle et ses sons. Une révélation pour cet enfant à la timidité maladive. Peu à peu, au contact du talent brut d'Arnold et de l'énergie joyeuse du reste de la classe, Simon revit et renoue avec les joies de la musique. Aura-t-il assez d'énergie pour surmonter les obstacles et tenir sa promesse d'emmener les enfants jouer Shéhérazade de Nikolaï Rimski-Korsakov à la Philharmonie ?

## Fiche technique
- Titre original : La Mélodie
- Réalisation : Rachid Hami
- Scénario : Rachid Hami, Guy Laurent et Valérie Zenatti
- Musique : Bruno Coulais
- Photographie : Jérôme Alméras
- Son : Laurent Poirier
- Montage : Joëlle Hache
- Décors : Sébastien Gondek
- Production : Nicolas Mauvernay
- Sociétés de production : Mizar Films, France 2 Cinéma, UGC Distribution
- Société de distribution : UGC Distribution (France)
- Pays de production :  France
- Langue originale : français
- Genre : comédie dramatique
- Durée : 102 minutes
- Date de sortie :
  - France : 8 novembre 2017

## Distribution
- Kad Merad : Simon Daoud
- Renély Alfred : Arnold
- Samir Guesmi : Farid Brahimi
- Tatiana Rojo : la mère d'Arnold
- Mathieu Spinosi : Julien, le chef d'orchestre
- Slimane Dazi : le père de Samir
- Sofiene Mamdi : Radouan, le père de Mehdi
- Jean-Luc Vincent : Laurent
- Zakaria-Tayeb Lazab : Samir
- Youssouf Gueye : Abou
- Mouctar Diawara : Mouctar
- Shirel Nataf : Yaël
- Amine Shir : Mehdi
- Claudine Vinasithamby : Umi
- Idaya Haddouche : Sabrina
- Nassima Bourhetta : Nassima
- Souhade Temimi : Djamila, la mère de Samir
- Marc Brunet : Michel Peretti, le proviseur
- Anaïs Meiringer : Lola
- Ginger Romàn : Marie Pagès
- Corinne Marchand : la mère de Simon

## Production
- La Mélodie est le premier long-métrage du réalisateur Rachid Hami[2].
- Le générique de fin utilise la chanson Freedom de Richie Havens.

### Tournage
- Une partie du tournage s'est déroulé dans le 19e arrondissement de Paris[3].
- Les scènes au bar ont été tournées au Cottage Élysées dans le 8e arrondissement de Paris[réf. nécessaire].

## Sélections
- Mostra de Venise 2017 : en sélection officielle, hors compétition
- Festival international du film de Busan[Quand ?] : en section World Cinema